# Addison (Nueva York)
Addison es un pueblo ubicado en el condado de Steuben en el estado estadounidense de Nueva York. En el año 2010 tenía una población de 2545 habitantes y una densidad poblacional de 40 personas por km².

## Geografía
Addison se encuentra ubicado en las coordenadas 42°06′14″N 77°14′02″O / 42.10389, -77.23389.

### Localidades adyacentes
Diagrama de las localidades adyacentes a un radio de 16 km a la redonda de Addison.

## Demografía
Según la Oficina del Censo en 2000 los ingresos medios por hogar en la localidad eran de $31 942, y los ingresos medios por familia eran $37 813. Los hombres tenían unos ingresos medios de $32 159 frente a los $22 708 para las mujeres. La renta per cápita para la localidad era de $15 473. Alrededor del 17.7% de la población estaban por debajo del umbral de pobreza.